# Luisa de Borbón-Soissons
Luisa de Borbón-Soissons (en francés, Louise de Bourbon-Soissons) (París, 2 de febrero de 1603 - París, 9 de septiembre de 1637), llamada Mademoiselle de Soissons, fue la esposa de Enrique II de Orleans, duque de Longueville. Fue la madre de la famosa María de Nemours.

## Biografía
Era la hija mayor de Carlos de Borbón-Soissons y de Ana de Montafia, y era la hermana mayor de la princesa de Carignano, María de Borbón-Soissons, así como del último conde de Soissons, Luis de Borbón-Soissons. Fue puesta al cuidado de su tía abuela, Leonor de Borbón-Condé, princesa de Orange.
Mademoiselle de Soissons se casó con el duque de Longueville en París el 10 de abril de 1617. Los recién casados tenían antepasados en común; sus padres eran ambos nietos de Francisco de Orleans-Longueville, duque de Fronsac. La pareja llegó a tener tres hijos, de los cuales solo uno sobrevivió la infancia. Murió en 1637; su marido se casó de nuevo con otra princesa de sangre, Ana Genoveva de Borbón-Condé, hermana de El Gran Condé.

## Descendencia
1. María (1625-1707), casada con el duque Enrique II de Saboya-Nemours.
2. Luisa (1626-1628), muerta en la infancia.
3. X (1634), muerto al día siguiente de nacer.